# Шторм Елеонор (2018)
Шторм «Елеонор» (англ. Storm Eleanor) — руйнівний позатропічний циклон у Європі на початку 2018 року із силою вітрів, що досягла ураганної.

## Наслідки
У результаті шторму у Франції без електроенергії залишилися 200 тис будинків.